# Cantó d'Audeux
El cantó d'Audeux és un cantó francès del departament del Doubs, situat al districte de Besançon. Té 40 municipis i el cap és Audeux.

## Municipis
| - Audeux - Auxon-Dessous - Auxon-Dessus - Berthelange - Burgille - Champagney - Champvans-les-Moulins - Chaucenne - Chemaudin - Chevigney-sur-l'Ognon - Corcelles-Ferrières - Corcondray - Courchapon - Dannemarie-sur-Crète | - École-Valentin - Émagny - Étrabonne - Ferrières-les-Bois - Franey - Franois - Jallerange - Lantenne-Vertière - Lavernay - Le Moutherot - Mazerolles-le-Salin - Mercey-le-Grand - Miserey-Salines | - Moncley - Noironte - Pelousey - Pirey - Placey - Pouilley-Français - Pouilley-les-Vignes - Recologne - Ruffey-le-Château - Sauvagney - Serre-les-Sapins - Vaux-les-Prés - Villers-Buzon |

## Història
| Data d'elecció                           | Identitat       | Partit           | Qualitat |
| ---------------------------------------- | --------------- | ---------------- | -------- |
| 1945-1976                                | M. Migeon       | Divers gauche    |          |
| 1976-1982                                | Arlette Querach | PS               |          |
| 1982-2004                                | Claude Girard   | RPR, després UMP |          |
| 2004-                                    | Gérard Galliot  | Divers gauche    |          |
| les dades anteriors no són pas conegudes |                 |                  |          |
|                                          |                 |                  |          |